# رابرت ئی. ویثرز
رابرت ئی. ویثرز (به انگلیسی: Robert E. Withers) سناتور سابق عضو حزب دموکرات ایالات متحده آمریکا بود. وی در سال ۱۸۷۵ تا ۱۸۸۱ میلادی سناتور ایالت ویرجینیا در سنای ایالات متحده آمریکا بود.